# Trasferelli

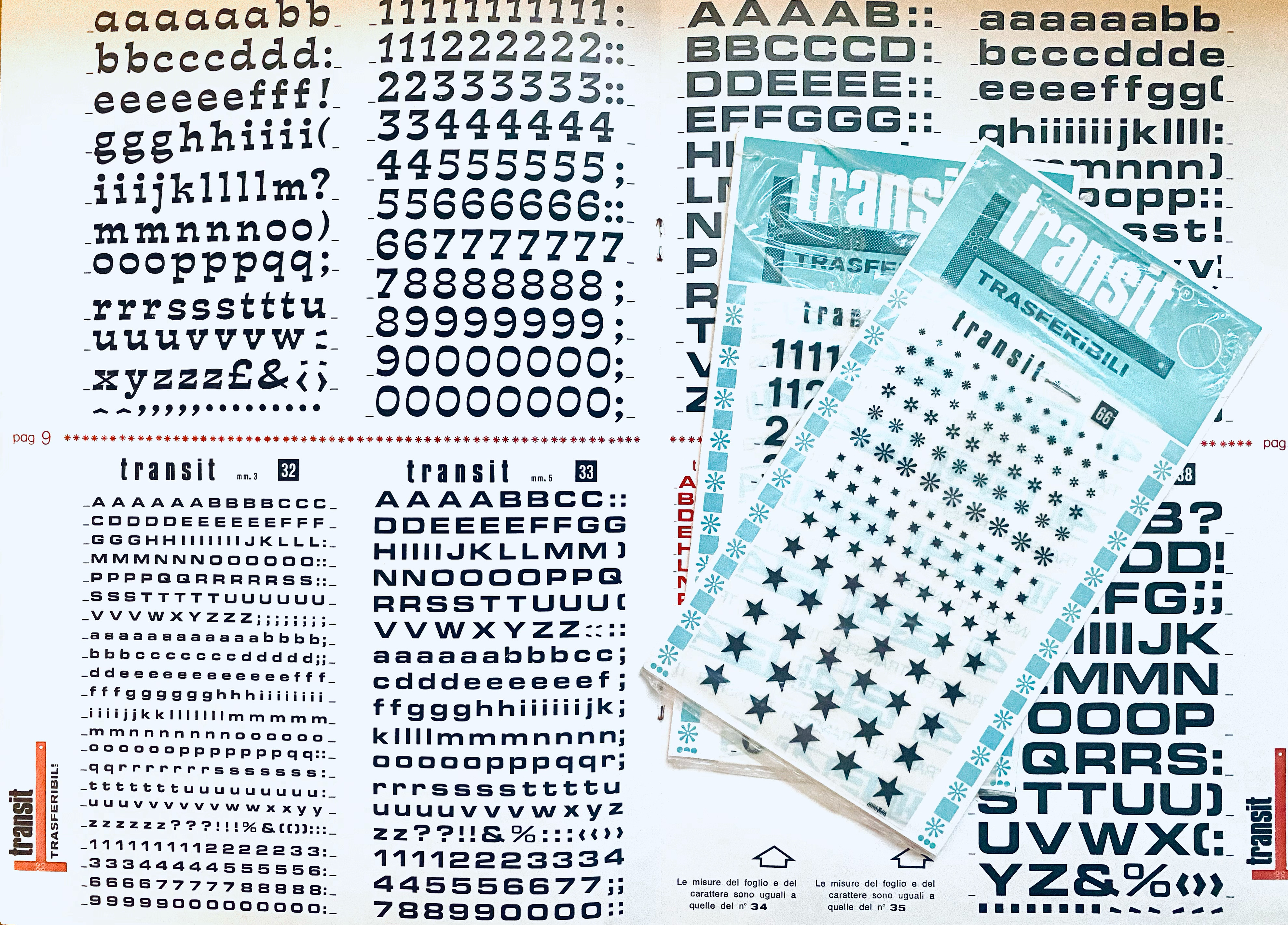
Set di trasferibili R41

I trasferelli o trasferibili a secco sono un foglio di polimero adesivizzato e termosensibile sul quale vengono stampati, con degli inchiostri speciali, disegni, simboli, alfabeti e decorazioni. Lo sfregamento permette a ciò che vi è stampato sopra di "trasferirsi" sul supporto desiderato senza avere alcuno spessore e quindi con una resa che assomiglia molto alla vera e propria stampa. 
Un disegno trasferibile può essere "trasferito" su un foglio tramite un'interazione chimica di forze che interagiscono tra di loro in un bilanciamento di trazione o pressione al grammo: l'inchiostro infatti deve aderire al supporto con una specifica forza aggressiva e contemporaneamente permettere all'adesivo di attaccarsi a ogni superficie (carta, vetro, legno, ceramica e così via) con una forza specifica relazionata alla prima.

## Storia

### Storia della produzione
La tecnica su cui sono basati i trasferibili fu sviluppata principalmente da tre aziende a partire dal 1960: la britannica Letraset, la francese Mecanorma e la italiana Reber R41.

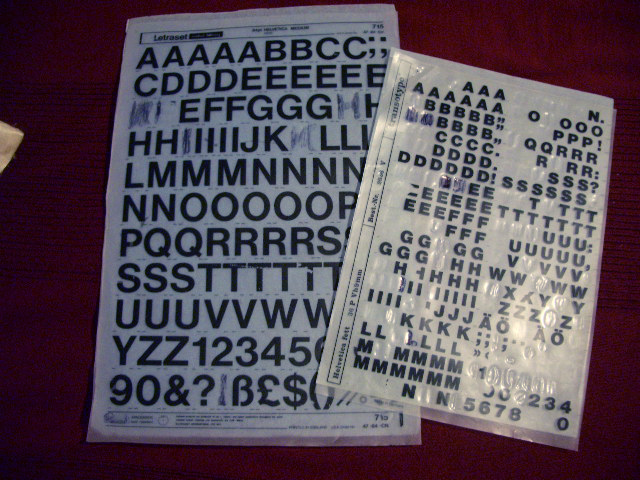
Fogli di caratteri tipografici trasferibili Letraset e Transotype

Le aziende Letraset e Mecanorma si sono distinte per l'ampia vastità di alfabeti proposti, in pieno accordo con le mode del momento, mentre Reber R41 si connotava per una selezione strettissima di caratteri e per la sua collaborazione esclusiva con la Fonderia Nebiolo di Torino (azienda attiva dal 1880 e chiusa negli anni novanta dello scorso secolo), e con il designer di caratteri tipografici Aldo Novarese.
Oggi è possibile trovare molti alfabeti Letraset, Mecanorma e Reber R41 in versione digitale.

### Trasferelli
Nei primi anni sessanta la ditta Letraset diede incarico a una propria divisione (Letraset Consumer) di realizzare una nuova linea di adesivi trasferibili, denominati "Action Transfers", dedicati ai bambini. Questa linea usava la stessa tecnica dei caratteri Letraset applicandola a set di figurine su soggetti come "animali del mondo", "scene storiche", "avventure spaziali" e così via. Gli Action Transfers erano inizialmente monocromatici, solo alcuni anni dopo la tecnica venne raffinata per consentire la produzione di adesivi in quadricromia.
Tradizionalmente i Trasferelli erano associati a fogli trasferibili pensati per i bambini: negli anni settanta e ottanta diventarono molto popolari e venivano venduti nelle edicole set di trasferelli che comprendevano un giornalino a tema (western, fiabe, avventure nello spazio e così via) e alcuni fogli trasferibili con i soggetti abbinati alla storia, in modo da permettere al bambino di posizionare i protagonisti sullo sfondo secondo la propria fantasia. Tra i diversi set di trasferelli se ne annoverano alcuni basati su temi originali, altri legati a marchi di successo come le serie a fumetti DC Comics e Marvel, personaggi Disney, film e serie televisive di fantascienza come Guerre stellari o Galactica, le serie animate di Hanna & Barbera e anime giapponesi come Il Grande Mazinga. Alcuni set vennero inseriti anche come "regalo" all'interno di confezioni di cibo per l'infanzia, quali per esempio il formaggino Bebe di Galbani.
La produzione è andata scemando nei primi anni ottanta, e le figurine originali sono attualmente oggetti da collezione.

### Trasferibili
Con il nome trasferibili invece si intendono fogli trasferibili dedicati al mondo dei professionisti, artisti e del "fai da te" in generale (modellismo, cornici, insegne e via dicendo). Le prime tre industrie di trasferibili al mondo sono state Letraset (Inghilterra), Mecanorma (Francia), Reber R41 (Italia), tutte create a partire dagli anni sessanta. È possibile affermare che, contrariamente a quanto creduto, ciascuna di queste tre aziende avesse un proprio sistema trasferibile ed una propria formula di "trasferimento". Mentre Letraset e Mecanorma hanno cessato la propria produzione e commercializzazione trasferibile Reber R41 è attiva dal 1960.
I circuiti stampati venivano spesso realizzati col ricco catalogo di linee e connessioni nate per l'elettronica e questo avveniva sia per i prototipi a trasferimento diretto sul rame sia sull'acetato per la fotoincisione

### Retini

I retini possono essere sia lettere che texture di cui si applica solo la porzione necessaria, per esempio per creare effetti di profondità e superficie

I retini (screen tones) sono l'equivalente per professionisti dei trasferelli per bambini. Sono stati a lungo usati dai grafici prima della computer grafica e restano molto popolari, per esempio, come strumento per la realizzazione di elementi grafici nei fumetti, in particolare nei manga. Esistono retini trasferibili e retini realizzati in superficie adesiva, sui quali è possibile scrivere, incollare e tagliare.

## Tecnica
I trasferelli, così come i trasferibili, sono realizzati stampando le immagini con speciali inchiostri serigrafici su un foglio di polimero, che è una speciale materia plastica. La caratteristica principale di questi colori è che devono aderire pochissimo al foglio di plastica, in modo da poterli trasferire con la semplice pressione di una matita o di un'asticciola di legno o plastica. Il disegno viene stampato a rovescio, per primo il nero e poi, man mano che asciugano, gli altri colori. Spesso come ultimo colore si stampa il bianco, in modo che, anche se il trasferibile viene attaccato su una superficie scura, i colori risultino brillanti. In seguito, ancora con tecniche serigrafiche, si sovrappone alle immagini un collante che consentirà il fissaggio sulla superficie su cui saranno applicate. Infine, il lato adesivo delle immagini viene protetto applicando sul foglio originale un secondo foglio di carta siliconata, che deve essere rimosso prima dell'uso.

### Utilizzo

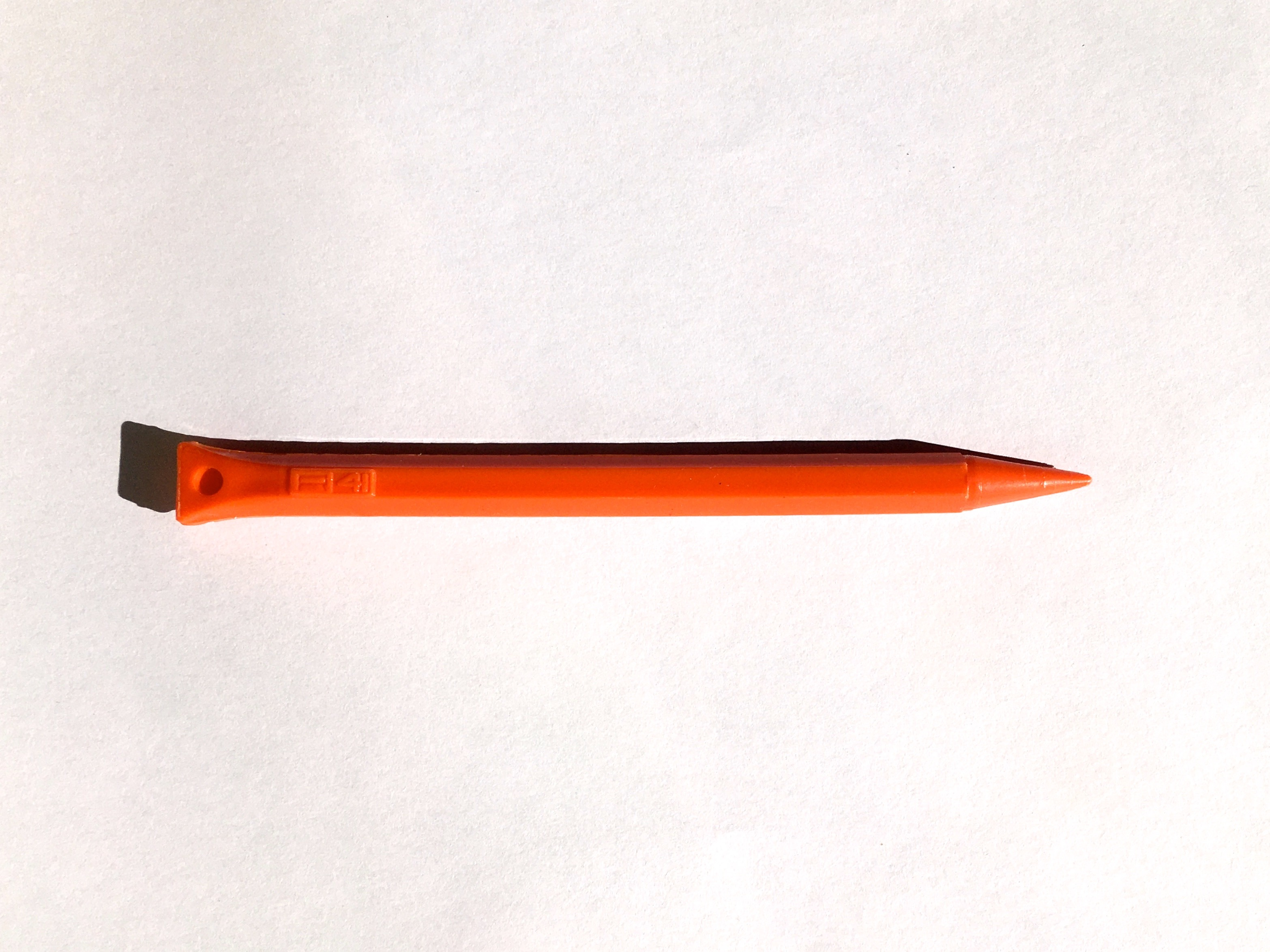
Stilo in plastica per trasferire i trasferibili su un'altra superficie

- si separa il foglio con i trasferibili dal foglio di protezione
- si appoggia il foglio sulla superficie posizionandolo nel punto dove si vuol traferire la lettera (o numero o altro)
- si preme sfregando sulla lettera da trasferire con lo stilo, o con altro arnese adatto (il retro di una matita, il cappuccio di una penna a sfera, ecc.)
- quando la lettera è tutta ben trasferita si stacca delicatamente il foglio dal contatto con la superficie
- se si vuol avere una maggior durata nel tempo si può utilizzare uno spray fissatore